# منتصلة فقيرة الدم
منتصلة فقيرة الدم (الاسم العلمي: Achromobacter animicus) هي نوع من البكتيريا، سلبية الغرام، تتبع المنتصلة.